# Чуркин, Василий Нестерович
Василий Нестерович Чуркин — советский хозяйственный, государственный и политический деятель.

## Биография
Родился в 1907 году. Член ВКП(б) с 1931 года.
С 1927 года — на хозяйственной, общественной и политической работе. В 1927—1972 гг. — рабочий, слесарь Красноярского паровозоремонтного завода, слесарь депо станции Красноярск Томской железной дороги, в МВТУ имени Баумана, заместитель декана факультета тепловых и гидравлических машин, секретарь комитета (ВКП(б) Московского механико-машиностроительного института имени Н. Э. Баумана, заведующий Отделом руководящих партийных органов Северо-Осетинского областного комитета ВКП(б), 2-й секретарь Орджоникидзевского городского комитета ВКП(б), секретарь Северо-Осетинского областного комитета ВКП(б) по промышленности и транспорту, ответственный организатор Управления кадров ЦК ВКП(б), секретарь Северо-Осетинского областного комитета ВКП(б) по кадрам, 2-й секретарь Северо-Осетинского областного комитета ВКП(б), 2-й секретарь ЦК КП(б) — КП Киргизской ССР, председатель СНХ СМ Киргизской ССР, заместитель председателя СНХ Среднеазиатского экономического района, заместитель председателя СМ Киргизской ССР, заместитель председателя Президиума Верховного Совета Киргизской ССР.
Избирался депутатом Верховного Совета СССР 2-го, 3-го, 4-го, 5-го созывов.
Умер в июле 1972 года во Фрунзе.